# Turó de la Socarrada
El Turó de la Socarrada és una muntanya de 518 metres que es troba entre els municipis d'Esparreguera, a la comarca del Baix Llobregat i de Vacarisses, a la comarca del Vallès Occidental.